# Ваданкур (Эна)
Ваданку́р (фр. Vadencourt) — коммуна во Франции, находится в регионе Пикардия. Департамент коммуны — Эна. Входит в состав кантона Гиз. Округ коммуны — Вервен.
Код INSEE коммуны — 02757.

## Население
Население коммуны на 2010 год составляло 638 человек.
| 1962 | 1968 | 1975 | 1982 | 1990 | 1999 | 2010 |
| ---- | ---- | ---- | ---- | ---- | ---- | ---- |
| 552  | 548  | 709  | 664  | 631  | 605  | 638  |

## Экономика
В 2010 году среди 405 человек трудоспособного возраста (15—64 лет) 266 были экономически активными, 139 — неактивными (показатель активности — 65,7 %, в 1999 году было 62,8 %). Из 266 активных жителей работали 215 человек (138 мужчин и 77 женщин), безработных было 51 (28 мужчин и 23 женщины). Среди 139 неактивных 30 человек были учениками или студентами, 46 — пенсионерами, 63 были неактивными по другим причинам.